# Міжнародний музей есперанто та інтерлінгвістики
Міжнародний музей есперанто та інтерлінгвістики (нім. Esperantomuzeo kaj Kolekto por Planlingvoj) — музей, розташований в Відні й пов'язаний з Австрійської національною бібліотекою. У своєму фонді містить майже  152  тисяч книжкових одиниць.
Започаткований в 1927, засновник — Hugo Steiner. У 1928 музей увійшов до складу Австрійської національної бібліотеки та розміщений у палаці Гофбург, колишньої резиденції австрійських імператорів. У 2005 місце був перенесений в нім. Palais Mollard-Clary.
Електронний каталог для пошуку також доступний в Інтернеті.